# Inmigración árabe a República Dominicana
La inmigración árabe a la República Dominicana comenzó a finales del siglo XIX, principalmente desde el Líbano, Siria, Palestina y en menor medida, Egipto. Los inmigrantes árabes, anteriormente conocidos como "Los turquitos" por la mayoría de la población dominicana, llegaron al país huyendo de las precarias condiciones económicas, la represión política y la persecución religiosa en sus países de origen.
A pesar de que se tiene registros de personas de tales etnias en suelo dominicano previo a las distintas oleadas de inmigración árabe que hubo, se sabe que la primera se produjo entre los 1880 y 1900, concretándose principalmente en las provincias fronterizas con Haití. Los inmigrantes se dedicaron a la agricultura, el comercio y la ganadería. La segunda oleada, entre los 1900 y 1930, fue mucho más numerosa y se dispersó por todo el territorio nacional. Los árabes se establecieron en ciudades como Santo Domingo, Santiago, La Romana y Barahona, donde se destacaron en el comercio, la industria y las profesiones liberales.
La comunidad árabe ha tenido un impacto significativo en la sociedad dominicana. Sus aportes abarcan la economía, la cultura, la política, la ganadería y el entretenimiento. Los árabes han contribuido al desarrollo del comercio, la industria y la agricultura dominicana. También han enriquecido su cultura a través de la gastronomía, música, bailes y tradiciones. Durante inicios del siglo XXI, se estimo que había más de 500,000 personas de ascendencia árabe en la República Dominicana, lo que la convierte en una de las comunidades árabes más grandes de América Latina.

## Origen

### Crisis en el medio oriente

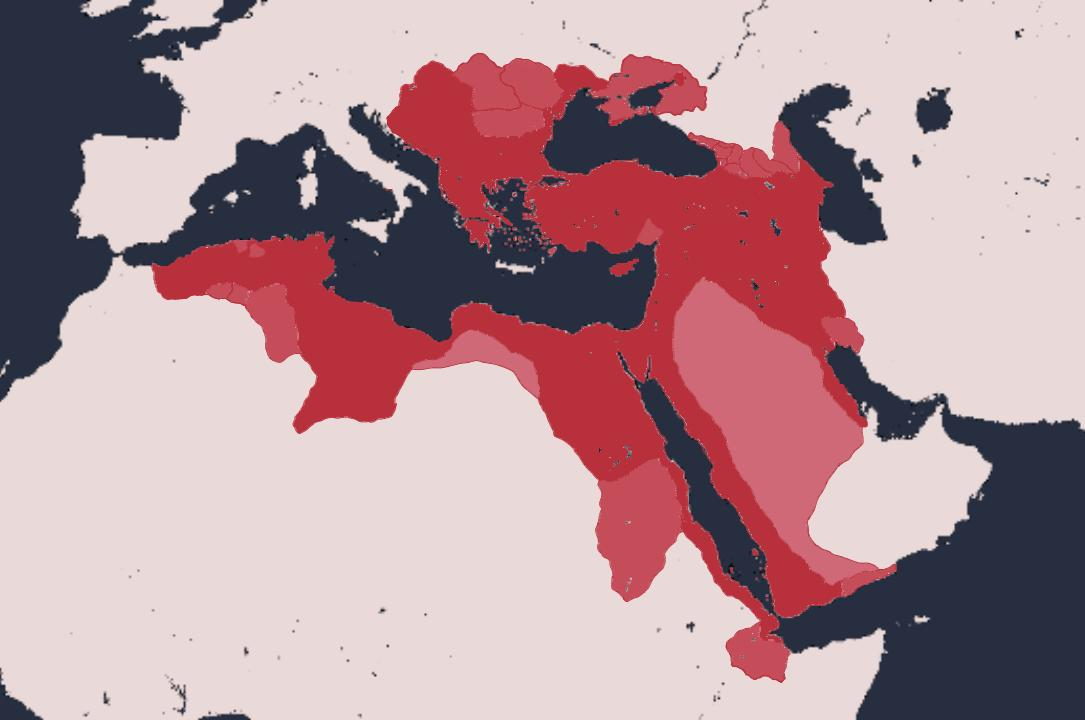
Imperio otomano en su máxima extensión

El siglo XIX marcó un período de declive para el "todo poderoso Imperio Otomano". Diversos factores, tanto internos como externos, convergieron para debilitarlo. En el ámbito interno, la mala gestión, la corrupción y la competencia con las potencias europeas provocaron una crisis económica la cual representaría una terrible imagen internacional hacia la visualización de lo que antes sería considerado como uno de los organismos políticos más poderosos de su época. La inestabilidad política, con un sultán débil y constantes revueltas y guerras, agravó aun más la situación. La discriminación religiosa tampoco paso por el olvido, puesto que existía una fuerte represión social y maltrato hacia las minorías cristianas y judías, en manos de los musulmanes, quienes eran los que poseían mayor poder e influencia. El surgimiento de movimientos nacionalistas en las diferentes regiones del imperio también ayudó a desestabilizar el control central. En el ámbito externo, las potencias europeas, como el Reino Unido, Francia y Rusia, expandieron sus territorios a expensas del Imperio Otomano. Las guerras contra las potencias le significaron grandes pérdidas territoriales y económicas. La constante intervención extranjera en sus asuntos internos debilitó aún más su soberanía. Las consecuencias del declive fueron devastadoras, y gracias a esto perdieron gran parte de sus territorios en Europa y África. Su ejército se volvió cada vez más débil comparado con los ejércitos europeos, convirtiéndose así en dependientes de estos en factores económicos y financieros. Finalmente, término desintegrándose en 1922, tras la Primera Guerra Mundial.
Durante ese lapsus de tiempo, y debido a todos los efectos de su declive anteriormente descritos, ocurre el gran movimiento migratorio hacia otras naciones del globo. Por causas evidentes relacionadas con los contratiempos de no poder encontrar lugares cercanos con las calidades de vida apropiadas, optaron por moverse hacia otros continentes. Uno de los más beneficiados con respecto a su llegada, siendo las Américas. De los territorios enumerados como los más influenciados por tal acontecimiento, la inmensa mayoría estarían ubicados en Latinoamérica y varias partes del Caribe. A su vez esto provocó que se forjaran nuevas generaciones de americanos identificados primordialmente con la tierra donde nacieron, más allá de su ascendencia bastante marcada del medio oriente. Entre los países con más número de habitantes de origen árabe, figuran México, Argentina, Ecuador, Brasil, entre muchos otros, conformando así una gran familia extendida por toda América.

### Primera oleada

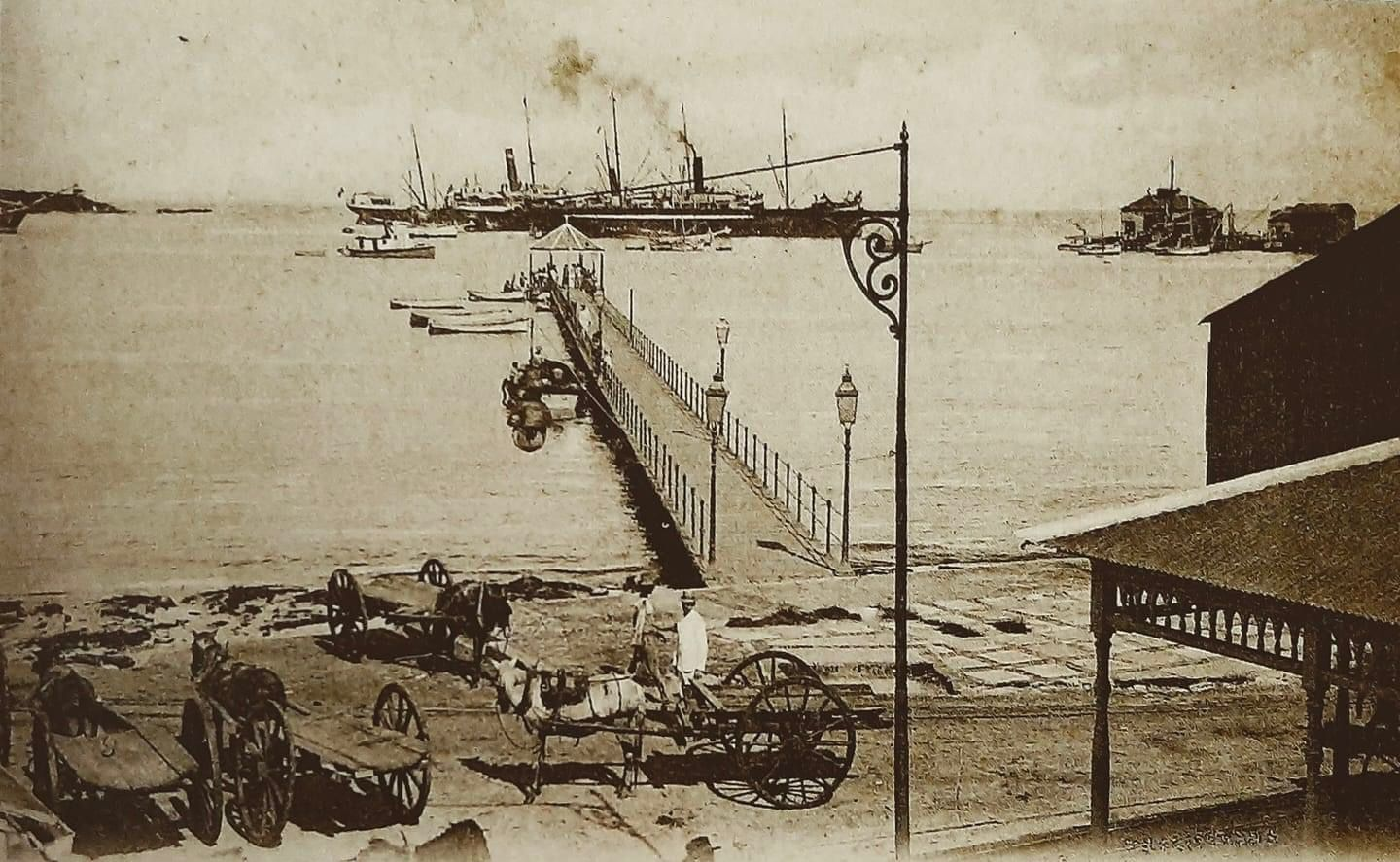
Muelle de Puerto Plata, 1910

Durante la segunda mitad del siglo XIX, una primera oleada comenzó arribar a las costas de Puerto Plata, lugar de partida donde posteriormente se irían desplazando hacia otras partes del país. Aprovechando la gran cantidad de botes que partían desde muchos puertos del mediterráneo oriental, principalmente de los puertos de Beirut y Tiro más los sobornos hacia las autoridades turcas, fueron capases de embarcar hacia nuevos destinos por una vida mejor. Sin embargo, su llegada hacia diversas zonas de las Antillas no se desembocó precisamente por su conocimiento o interés de esa región en particular, si no más bien por el traslado forzoso en el que inicialmente se vieron envueltos tras los contratiempos presentados al pisar pie en lo que creían que sería su destino definitivo. Para la época, los Estados Unidos eran conocidos informalmente por muchas personas originarias del Viejo Mundo como "América", por lo que la única referencia que tenían aquellos de Asia al decirles ese nombre no estaba relacionado con todo el continente si no a un solo país. Al muchos no cumplir los requerimientos estrictos implantados por las políticas estadounidenses con respecto a la inmigración, sobre todo en contra de la población no-blanca, más las exigencias de sanidad, marcaron varios destinos tanto cercanos como lejanos los cuales elegir como segunda opción. A pesar de que la mayor parte de árabes se quedaron, muchos otros optaron por abandonar lo más rápido posible debido a no visualizar lo que estaban esperando exactamente. En cuanto a los que optaron por permanecer, enfrentaron las precarias situaciones en las que veían relacionados debido a su pobre extracto social. La mayor parte de los árabes que llegaban suelo dominicano, provenían de poblaciones rurales, tratándose de campesinos sin ningún tipo de capital cultural para destacarse en actividades profesionales algunas. Sin embargo, inicialmente se dedicaron a actividades comerciales y no a la agricultura, conocían de la dureza del trabajo del campo, de la mala remuneración y de la poca expectativa de ascenso social que proyectaba. En el siglo XXI, aún hay una cantidad considerablemente grande de habitantes que se les refiere como "turcos" o "turquitos" debido a que los pasaportes o salvoconductos que utilizaban para viajar eran de Turquía, consecuencia a su vez de que el Imperio Otomano (turcos) ocupaba todas esas zonas.Esta migración estuvo marcada por jóvenes hijos de agricultores pobres, la gran mayoría, haciendo el viaje apoyándose en pequeños ahorros y con base en préstamos que apenas cubrían los gastos del largo viaje. Según el escritor Orlando Inoa, autor del libro "Azúcar: árabes, cocolos y haitianos":
"El nivel de pobreza que exhibían estos inmigrantes era tal, que fueron desalojados por inspectores de sanidad, debido al hacinamiento en que vivían en San Pedro de Macorís"

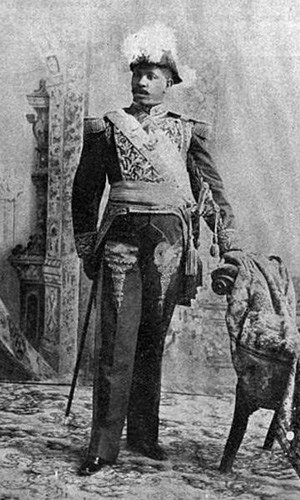
Ulises Heureaux

Además del comercio ambulante, se movilizaban por las zonas donde operaban los ingenios azucareros y por zonas rurales. Su llegada también coincidió con el proceso de desarrollo y modernización que vivía la república. Para entonces el presidente a cargo, Ulises Heureaux(Lilís), comenzaba la construcción del primer ferrocarril en suelo dominicano, el alumbrado eléctrico y el cable submarino. En adición, seguía en apogeo la industria azucarera, la cual había iniciado previo al ascenso de Lilís. Los libaneses, Sirios y Palestinos que se asentaban en territorio dominicano, arrastraban contratiempos con el comercio local. El sistema de comercio de buhoneros, promovido en su mayoría por extranjeros, generaba muchas diferencias con los comerciantes locales.Además de la innovadora manera de comercializar sus mercancías puerta a puerta, también fueron los responsables en introducir el concepto "fiao" o "fiado" en dominicana. Su presencia iría creciendo con el tiempo, sobre todo teniendo la mayor relevancia en la provincia de Santiago.

### Segunda oleada
Otro grupo de árabes llegó a dominicana en 1911, procedentes de Haití.  Entre este grupo se encontraban los Dumit (Badui Dumit) y los Fadul y los Ramia, todos originarios de Mezziara en el Líbano. También vinieron entonces los Antonio, los Howley, los Jaar y tal vez los Hasbún, entre muchos otros. Tal migración tuvo su origen debido a las enérgicas peticiones de los gobernantes haitianos al igual que comerciantes tanto locales como de otros grupos extranjeros, para que se expulsara a todos los árabes del país de inmediato.
Ya para estas fechas, muchos habrían dejado el comercio ambulante a un lado, abriendo pequeños negocios como tiendas de comestibles, bazares y almacenes. Con el tiempo, algunos expandieron sus negocios a nivel nacional e internacional. Muchos árabes se dedicaron posteriormente a la agricultura, cultivando productos como tabaco, café, caña de azúcar y frutos tropicales. Algunos incluso llegaron a ser propietarios de grandes fincas y ser ricos terratenientes. Además, mostraron una gran capacidad emprendedora, creando nuevas empresas en diversos sectores como la industria, la construcción y la banca.
Para 1920, en el país, ya se habían asentado más de 1300 árabes, distribuidos por casi todo el territorio dominicano. Para esa fecha, se habían nacionalizado 162. Una representación visual más detallada hace notar su fuerte presencia durante los inicios de tal siglo:
| Ubicación            | Número de árabes |
| -------------------- | ---------------- |
| Santo Domingo        | 250              |
| San Pedro de Macorís | 204              |
| Santiago             | 196              |
| Duarte               | 155              |
| Espaillat            | 125              |
| El Seibo             | 80               |
| La Vega              | 61               |
| Azua                 | 58               |
| Puerto Plata         | 55               |
| Barahona             | 54               |
| Samaná               | 47               |
| Monte Cristi         | 31               |

La educación fue vista como una herramienta fundamental para la movilidad social. Los árabes invirtieron en la educación de sus hijos, quienes luego llegaron a ocupar posiciones profesionales importantes en el país. Su ética de trabajo, operando durante largas horas y con gran dedicación, junto con la cultura árabe del ahorro, les permitió acumular el capital suficiente para invertir en sus futuros proyectos, negocios y propiedades. Las fuertes redes de apoyo entre ellos les facilitaron el acceso a oportunidades de trabajo. A pesar de mantener algunas tradiciones de su cultura de origen, se integraron a la sociedad dominicana de manera absoluta, adoptando el idioma y las costumbres locales. En la mayor parte de los casos, colocándoles nombres completamente hispanos a sus hijos, manteniendo solo el apellido como única vía de recordatorio de su origen étnico.

## Establecimiento comercial y consecuencias
Lo más común era que tanto en la primera como la segunda oleada estuviesen dominadas por jóvenes. Muchos de estos, que a su vez componían esta inmigración, carecían de dinero. Por ello, como estrategia promocional para incrementar las ventas de productos y lograr el ansiado éxito económico, los árabes atrajeron clientes urbanos utilizando un nuevo sistema de venta puerta a puerta y pago parcial que beneficiaba al pueblo bajando los precios. El escritor Pedro Batista dio un ejemplo de este enfoque que utilizaron, precisamente en la ciudad de Santiago:
“Vestidos con la ropa típica de su país, con bata talar y turbante; espesa barba y largos bigotes; y las mujeres con sus faldas pesadas, visitaban a las amas de casa de la ciudad. Le acreditaban telas y mercancías al detalle, mediante ínfimas cuotas semanales, con las que remediaban muchas gentes en adquirir más fácilmente, sustraídas a los emolumentos del diario de la casa, algunas prendas de vestir y efectos domésticos”
Sin embargo, al final del siglo XIX, esta peculiar forma de participación en el comercio local tuvo consecuencias: en 1899, los representantes del recién establecido "Centro de Comercio", José María Benedicto y Pedro Pablo Dobal, informaron al Ayuntamiento que los buhoneros estaban afectando negativamente la actividad comercial. La queja inició una serie de quejas posteriores: en 1901, los comerciantes insistieron en que el sistema comercial establecido por la colonia árabe les causaba daños, por lo que solicitaron la implementación de la ley en relación con los buhoneros y el síndico. En una reunión de la Sala Capitular, se determinó que era necesario acudir al ministerio del ramo para detener una acción que viola el espíritu de la ley de la materia y afecta significativamente los intereses de esta comunidad. En un esfuerzo por frenar su expansión, el Ayuntamiento exigió que pagaran la patente de buhonero, que es una de las más costosas, en lugar de la de comisionista. En mayo de 1901, se rechazó la solicitud de Abraham Sahdalá y otros árabes de ser declarados comisionistas debido a su pobreza. 
En el año 1902, el regidor E. Cordero propuso hacer cumplir la ley contra los buhoneros debido a la presencia de árabes en el mercado sin licencia para operar como merceros. En febrero de 1902, se presentó a la Alcaldía Municipal un grupo de árabes que transportaban mercancías al campo sin tener patentes. El Ayuntamiento decidió que los árabes en el mercado serían considerados merceros en lugar de buhoneros y que pagarían 25 centavos diarios por cada puesto y derecho de patente en lugar de 10 centavos. Se tomó la decisión de informar a los ayuntamientos de Moca, La Vega, Salcedo, San Francisco de Macorís, Jánico, San José de Las Matas y Mao, comunicando la resolución con los árabes mencionados e invitándolos a hacer lo mismo en casos similares para acabar con los abusos. Además, se acordó adquirir un caballo para la Policía Municipal para vigilar mejor a los árabes que transportan mercancías a los camiones. El Gobernador colaboraría con los esfuerzos de la ciudad mediante la emisión de algunas disposiciones, aunque en 1905, "El Diario" calificó como "una barbaridad" la cantidad de pasaportes que la Gobernación otorgaba a los "turcos" diariamente.
A principios del siglo, los árabes llegaron a San Francisco de Macorís, donde el ayuntamiento pidió ayuda al Poder Ejecutivo para implementar una ley que permitiera que los dominicanos solo ejerciesen como buhoneros. El propósito era "prevenir los abusos cometidos por los turcos y árabes que se encargan de ese ejercicio". El Ayuntamiento de Santiago se opuso, defendiendo con determinación que solo se debería aplicar la Ley de Patentes.  Sin embargo, la única aplicación de la ley de patentes no fue suficiente en 1903, ya que una gran cantidad de la colonia árabe con su forma de comercio causaba "perjuicios al comercio nacional y extranjero". Por lo tanto, se decidió solicitar a los diputados de la provincia que promovieran "una ley que proteja el comercio de nuestros nacionales" y también solicitar a los ayuntamientos de Puerto Plata, Moca, La Vega y San Francisco de Macorís Montecristi aceptó la propuesta santiaguera y anunció que presentaría una propuesta de ley en contra de los árabes a los diputados de su Distrito.
En 1903, el Ayuntamiento de Santiago también se comunicó con el ministro de Interior y Policía del gobierno provisional de Alejandro Woss y Gil. Transcribieron el oficio dirigido a los diputados de la provincia en el que les solicitaban que hicieran esfuerzos ante el Concejo de Gobierno para lograr una medida que solucionara el problema mencionado. A pesar de llamar la atención sobre los "perjuicios al comercio nacional y extranjero" que causaban los árabes, el ministro pospuso la decisión para que fuera tomada por el gobierno definitivamente.
Los problemas causados por el comercio establecido también se derivaban de la zona rural, donde los árabes transportaban sus mercancías a través de mulas. Los agricultores dejaron de depender de la ciudad para comprar gracias al "buhonerismo" itinerante. Según Pedro San Miguel, esta interferencia en los esquemas tradicionales de mercadeo y crédito ayudó a liberar a los campesinos de las restricciones "impuestas por comerciantes, especuladores y usureros". Agustín Malagón, uno de los comerciantes que experimentó los efectos de la competencia, informó al Ayuntamiento que la presencia de la colonia árabe estaba afectando negativamente el comercio debido a su sistema de negocios en los campos. En 1911, el Ayuntamiento acordó ofrecer $25.00 a los alcaldes pedáneos y alcaldes de agricultura por cada infractor de la Ley de Patentes que trajeran a la ciudad, con el fin de limitar su presencia en las secciones rurales de la comunidad, donde muchos comerciaban sin patentes.
En 1904, el sector comercial presionó para aprobar un proyecto de ley que buscaba prohibir el comercio árabe porque el país no había firmado ningún tratado con la "Puerta Otomana". En el mes de octubre de ese mismo año, el diputado Francisco Espaillat de la Mota, pariente del expresidente Ulises Espaillat, presentó al Congreso Nacional un informe en el que respaldaba la eliminación del "buhonerismo ejercido por extranjeros de nacionalidades arábigas", según el artículo 11 numeral 8 de la Constitución. Este artículo garantizaba a los dominicanos la libertad de industria, de la cual el Estado tenía la facultad de prohibir la práctica de la buhonería. En su opinión, la inmigración solo prometía "importar el cólera y el morbo a la República", y sus miembros no podían ser aceptados por el gobierno como ciudadanos franceses, ya que perdían esa condición al ingresar a nuestro país y solo podían disfrutar de ella mientras residían en sus países de origen, donde se inscribían en consulados franceses "para protegerse de la barbarie de sus propios compatriotas". Sin embargo, a pesar de la presión ejercida por los comerciantes, el Poder Legislativo no aprobó la iniciativa, a diferencia de Haití, donde en agosto de 1904 se emitió una ley antiárabe. 
Los comerciantes nativos se enfrentaron a una competencia desleal debido a las características informales del comercio al detalle dominado por estos inmigrantes, particularmente en el mercado público. En 1907, solicitaron al Ayuntamiento que implementara la disposición de prohibir que los canasteros o vendedores de baratijas vendieran otros artículos que no fueran permitidos por las canasteras dentro del mercado. De esta manera "los tenduchos existentes desaparecerían y la colonia Syiria se vería obligada a establecerse como corresponde y a ejercer su profesión con los mismos gastos de alquiler de local, pago de patentes y dependientes". Como en ocasiones anteriores, los concejales optaron por fusionar las tres categorías de canasteras establecidas en el Reglamento del Mercado. A partir del 1 de noviembre de 1907, se estableció un derecho de 12 1/2 centavos diarios por cada puesto y se limitaron los artículos que podían vender las canasteras, como peines, peinetas, agujas, ganchos, alfileres, dedales, espejitos, cachimbos, botones, azul, fósforos, cigarrillos, cigarros, especies.
La medida resultó enérgica: a pocos días, varios comerciantes árabes pidieron plazo de cuatro meses para ajustarse a sus efectos, pero el Ayuntamiento prorrogó su entrada en vigor apenas al 15 de noviembre de 1907. Las consecuencias se hicieron sentir en lo inmediato: menos de dos meses después, en su sesión del 13 de enero de 1908, el concejo de regidores conoció de la solicitud elevada por Nacif P. Haché, en su nombre y en el de varios árabes inquilinos de los departamentos anexos al Mercado, entre ellos Abraham Sued, Amelia Vda. Nazar, A. Hued, Pedro T. Abut, Salvador Sahdalá y Jacobo Sahdalá, para  rebajar el monto de sus alquileres, pues la disposición de las canasteras había hecho reducir sus entradas.
El conjunto de regulaciones establecidas en el ámbito municipal demuestra cómo los inmigrantes, a pesar de tener una lengua, vestimenta y costumbres diferentes, lograron ingresar de manera ascendente y hábil al tejido comercial, conquistando importantes segmentos del mercado de bienes terminados tanto en ciudades como en zonas rurales. La toma de posesión implicaría un aumento en las críticas que se les han hecho desde un principio.

### Familia Haché
El caso de la familia Haché, de origen libanés, se sabe que llegaron a República Dominicana en 1886. Los hermanos Julián y Nacif Haché, este último mencionado previamente, iniciaron un negocio de provisiones en Puerto Plata, expandiéndose luego a Santiago con "La Surianja", "Las Tres B" y "Gran Baratillo". Su éxito los llevó a la exportación de caña de azúcar y a fundar "La Flor de Jobero" en Sánchez. En el siglo XX, diversificaron sus inversiones incursionando en la banca, la industria y los medios de comunicación. Figuras como José Antonio Haché y su hijo Pedro Antonio Haché elevaron el perfil de la familia, siendo este último vicepresidente del país entre 1978 y 1982.
En 2024, los Haché siguen representando una de las familias más influyentes y adineradas de República Dominicana, con importantes empresas en diversos sectores, manteniendo un legado de trabajo, filantropía y compromiso social.

## Discriminación
Los medios de comunicación desempeñaron un papel importante en la estigmatización de los árabes y, al igual que en Haití, promovieron una campaña de denigración hacia ellos. En 1907, el periódico local más influyente de la época, "El Diario", afirmó de la inmigración:
…“de la remota Siria y de la vecina Haití, viene en su mayor parte formada por elementos completamente inútiles, de ciegos, cojos, reumáticos, enajenados….en una palabra, de individuos en completa miseria física, fisiológica y moral y que, arrojados por la impetuosa ola de necesidades, vienen a nuestro país, no a producir ni a contribuir en nada a su progreso, sino a disminuir sus recursos, presentando, por otra parte, a nuestra sociedad un espectáculo desconsolador en lo que respecta a la moral y a la estética”
En 1910, la animosidad hacia los árabes llegó a niveles xenófobos, ya que su presencia, al igual que la de los haitianos, era considerada como una invasión, y se les atribuía la presencia de "malas costumbres i vicios denigrantes junto con los cocolos". El hallazgo de que los árabes recién llegados habían importado una enfermedad de la vista llamada tracoma, también conocido como conjuntivitis granulosa u oftalmia de Egipto, que era poderosamente contagiosa y se propagaba gracias a su "proverbial descuidado", caracterizó críticamente los juicios estigmatizantes en su contra. El cónsul dominicano en Bruselas informó que la tracoma es una enfermedad grave cuyo microbio no se sabe y que no se puede curar ni con los mejores tratamientos. Sin tratamiento, la ceguera puede ocurrir en tres o cuatro años. Si se realizan medidas preventivas, se puede prevenir la ceguera, pero la enfermedad no se cura y el riesgo de contagio persiste durante toda la vida del paciente.
Tal enfermedad pasó a ser uno de los rasgos distintivos de estos inmigrantes: El Diario, en su editorial del 26 de  noviembre de 1910, expresaba:
…“cada día tenemos una nueva invasión, y el comercio es más turco que dominicano. Los turcos eran una clase de gente que viene aquí toda sucia y al poco tiempo viste de paño y casimir; al principio eran buhoneros, pero ahora son comerciantes porque la patente es mucho menor. Son gente que gana mucho y consume poco. Algunos se encariñan con la tierra y se quedan en ella: pero la mayor parte como las sanguijelas, chupan un poco de la sangre del país y van después a derramarla a las montañas del Líbano. De modo que es gente que trae poco y se lleva mucho. Me he equivocado! Ellos sí traen: el tracoma, que es una especie de plaga de Egipto sin curación”
En una opinión editorial posterior, al cuestionar “¿qué haríamos con los turcos?”, aludía a que los árabes sólo traían “su miseria, su espíritu de sumisión, su labia oriental, propia para engañar a nuestras gentes y su tracoma”, por lo que convenía cerrarles “las puertas y que se vayan a cantar bajito a las orillas de Jerusalén”.

## Adaptación cultural
La práctica de la religión católica fue una parte importante de su tradición cultural, lo que les permitió ser aceptados en la comunidad local porque era uno de los pocos aspectos que compartían con los ciudadanos dominicanos. A pesar de casarse, bautizar a sus hijos y participar en misas como todos, no olvidaban los ritos que habían dejado atrás en Monte Líbano. En 1903, el obispo Pbro. Chaul Kuri de Gazhir, Líbano, visitó Santiago “con el objeto de atender las necesidades espirituales de sus feligreses”, oficiando, que sepamos, dos misas en la iglesia de Nuestra Señora del Carmen, una en la iglesia de La Altagracia y una en la iglesia de San Antonio; de la primera en la iglesia del Carmen se sabe que fue conforme el rito maronita, y a ella “asistieron todos los árabes y muchas personas de esta ciudad”. En 1913, también en la iglesia del Carmen, ofició una misa cantada el reverendo Pedro Chalele, sacerdote maronita de Gazhir.
Su primer gran problema, el lenguaje, llevó a cambios en el orden ortográfico y morfológico de sus nombres y apellidos. Las formas más simples eran las relacionadas con la ortografía, que eran gratuitas o en ocasiones justificadas en la forma de escritura deseada. Las formas más graves tenían un impacto en la morfología de los patronímicos debido a la pronunciación inentendible del detentador del apellido. La situación de Wadi Jacob Jaikal y su familia es un ejemplo de esta transculturación. Su origen fue en Barsa, Trípoli, Líbano, el 8 de julio de 1881. Se castellanizó y se apellidó David Jacobo. Su esposa, Nayiba Khouri Hallal, hija de Juan Khouri y Julia Hallal, nacida en Barsa el 14 de agosto de 1885, también se apellidó Paula. Durante su viaje a América, las tías maternas de Nayiba, Sofía y Juana Hallal, adoptaron el apellido de su sobrino político y se llamaron Sofía y Juana Jacobo. La primera se casó con Salomón Ega, mientras que la segunda se casó con Jacobo Sahad.
“A pesar del rechazo de los primeros años”, comenta Inoa, “los árabes no se constituyeron en un grupo cerrado, al contrario, deliberadamente no enseñaron la lengua materna y la cultura árabe a sus hijos, como una vía de facilitar su compenetración con el medio”. La asimilación de la cultura dominicana por parte de la primera generación de descendientes de árabes nacidos en la nación fue facilitada por la escuela, ya que entre 1909 y 1912, al menos doce niños árabes estaban inscritos en centros educativos municipales. Las logias también tuvieron un papel importante, aunque en menor medida. En 1910, Simón Zouain fue iniciado en la Logia Nuevo Mundo No.5 y Emilio Zouain en la Logia Unión Santiaguesa No.8034.
Además, "las facilidades que les ofrecían los alimentos que se producían en el país para ellos poder reproducir buena cantidad de las recetas principales de su tradición gastronómica", proporcionarían otro canal para arraigarse en Santiago y otras partes. A pesar de la falta de pruebas de que imitara comidas del Medio Oriente, Salin M. Chaphni tenía el control del "Café Oriental" en 1905, situado en la esquina de las calles Comercio y Beller. Allí vendía hielo, helados, dulces y licores, y también tenía un juego de billar. Aunque también muy temprano para considerar la adopción de su tradición gastronómica, en 1911 aparecen “pastelitos turcos” en el menú del hotel Pelayo. 

## Gastronomía
La gastronomía fue una de las características más destacadas que tuvieron un impacto en la presencia árabe, la cual ha dejado una marca muy evidente en la sociedad dominicana contemporánea. Se ha llegado a un punto en el que muchos platillos que son reconocidos por muchos como "100% dominicanos" tienen en realidad raíces profundas en el medio oriente. La cocina criolla local también tuvo un impacto parcial en todo. 
El más famoso de este grupo sin duda, siendo el Quipe dominicano. Sus orígenes se remontan al grupo de inmigrantes libaneses pertenecientes a la primera oleada que se asentaron inicialmente en la ciudad de Puerto Plata. Las raíces del quipe vienen a su vez del Kibbe, que de manera acelerada se esparció por toda Latinoamérica mediante la llegada de estos individuos. Cada país recreando su propia versión, pero sin romper lazos con su lugar de origen. Una diferencia bastante palpable entre el quipe dominicano con su ascendiente oriental seria en su método de preparación. Mientras que en dominicana se acostumbra prepararlo de manera frita, en muchos países del medio oriente, lo común es que se haga al horno.En la mayoría de casos, se suele combinar los quipes con las empanadas criollas o los Yaniqueques, creando así una amalgama interesante entre las diversas culturas que fueron añadidas en la identidad dominicana. En el caso de la empanadas, representando la influencia Española heredada de la colonización mientras que los quipes, representando la libanesa.
Otro plato con cierta relevancia a nivel nacional serían los Niños envueltos, cuya presencia lleva el mismo título en otras partes de Latinoamérica, todas teniendo orígenes orientales. Este curioso platillo posee sus raíces en el Malfouf Mahshi y el Yaprak, su preparación varía según el lugar en el que se encuentre. Los famosos Tipiles son parte de estas influencias igualmente, con orígenes del Tabbule, es uno de los platillos con mayor cantidad de consumidores en el país, solo detrás de los dos previamente mencionados.

Entre los platillos menos conocidos figura el Pastelón de berenjenas, un claro recordatorio de un producto bastante utilizado en el medio oriente para hacer diversas comidas. Los árabes preparan diversos platos con las berenjenas, desde rellenas hasta ricos estofados con cordero y también preparan cremas que usan como dips para untar su típico pan, el pan pita. Se estima que el cultivo de las berenjenas empezó desde tiempos prehistóricos y sus inicios fueron en el sur y al este de Asia, los registros que se han encontrado son en la lengua sánscrita y mencionan cultivos de berenjenas 300 a. C. En el año 1767 se registró la palabra "eggplant" que significa berenjena en inglés. En ese entonces las berenjenas eran pequeñas, redondas y se podían conseguir de colores, amarillas y blancas. Los responsables de esparcir la berenjena fueron los mismos árabes. Su preparación consiste en capas, al igual que diversa comidas mediterráneas. Primero, se fríen las berenjenas cortadas en rodajas hasta dorar. Luego, se guisa la carne molida con cebolla, ajo, pimientos y especias. Se prepara una bechamel con leche, mantequilla, harina y nuez moscada. En una fuente, se coloca una capa de berenjenas, seguida de carne, salsa bechamel y queso. Se repiten las capas hasta terminar con berenjenas y queso, donde posteriormente se hornean hasta quedar listo para el consumo. 
El "Queso Arish", por otro lado, es otro plato de origen árabe pero el cual es meramente conocido por la mayoría de dominicanos debido a que solo se consume en ciertas regiones, siendo las más destacadas, San Juan de la Maguana y Las Mastas de Farfán. Se trata de un queso descremado, semi pastoso y de suave textura para comer. Tradicionalmente adornado con orégano, posee un sabor agrio-picante el cual ha tenido bastante fama en la región sur.Puede poseer orígenes en el Shanklish.
Muchos lugares de comida callejera pueden ser encontrados actualmente en diversas partes del país, donde se visualiza la venta y se ve la influencia que dejaron estos inmigrantes con su cultura gastronómica. Muchos de estos, creando una variedad entre los productos nacionales y los extranjeros. Tal poder han desarrollado en ese ámbito, que existen diversas cadenas especializadas en comida del medio oriente, el más destacado siendo "La libanesa". Uno de los más recientes, y que ha estado ganando relevancia durante ya un tiempo, siendo el restaurante "Hummus", enfocado en su mayoría a desarrollar un menú más orientado a las "comidas rápidas orientales" poco comunes en dominicana.

## Geografía del apellido árabe en suelo dominicano
Después de la migración, los árabes se movían geográficamente en el territorio dominicano, lo que aumentó en la segunda mitad del siglo XX. No obstante, los apellidos árabes aún se pueden asociar e identificar con las comunidades donde se establecieron, se desarrollaron y florecieron por primera vez. Entre estos, se encuentran los más relevantes, siendo:
- SANTO DOMINGO: Abel, Abikaram, Azar, Badía, Baik, Bacha, Busiler, Elmúdesi, Elías, Hasbún, Hedded, Herrera, Isa, Jaar, Jana, Kair, Kaluche, Kaussa, Kuret, Lama, Mahuad, Majluta, Mané, Musa, Mustafá, Najri, Nahum, Nicolás, Raful, Selman, Terc, Tonos, Wessin, Yapur, Yarull,Yaryura, Yeara, Yeje, Yunes, Zaiter.
- SAN PEDRO DE MACORÍS: Acta, Alam, Antún, Bulú, Calán, Caram, Dip, Fadul, Feris, Haché, Hazim, Helú, Isaac, Jacobo, Javis, Kasse, Merip, Musa, Nicolás, Risi, Salomón, Sasso, Zaglul.
- LA ROMANA: Abraham, Camasta, Dhimes, Fatule, Garip, Matar, Pablo, Salomón, Sansur, Sorbo.
- EL SEYBO: Chahín, Kair, Muffdy, Sequie, Tuma.
- HIGÜEY: David, Sansur.
- HATO MAYOR: Bassa, Hoffiz.
- PUERTO PLATA: Badui, Musa, Naar, Salvador.
- SANTIAGO: Abinader, Abisaad, Albaine, Baduí, Bojos, Dumit, Ega, Elías, Fadul, Gobaira, Haché, Hapud, Helú, Hued, Jacobo, Jorge, Khoury, Lama, Matta, Miguel, Ramia, Sahdalá, Sahad, Sajour, Salomón, Serulle, Sued, Tallaj, Turbair, Yapur, Yunén, Zaiek, Zouain.
- TAMBORIL: Dájer.
- SAN FRANCISCO DE MACORÍS: Abukarma, Acra, Asilis, Atallah, Chabebe, Chaljub, Esmurdoc, Lajam, Risek, Rizik, Saba, Tabar, Tillán, Yangüela.
- PIMENTEL: Achécar, Aude.
- SALCEDO: Salomón, Yermenos.
- LA VEGA: Canaán, Saad, Tactuk.
- CONSTANZA: Abud.
- MOCA: Baba, Badía, Dabas, Gitte, Isaac, Lulo, Resek.
- BONAO: Tawil.
- SAMANÁ: Abikaram, Besi, Disk, José, Malek, Malum.
- SAN CRISTÓBAL: Abdalah, Jacobo, Paniagua, Risk, Siri.
- BANÍ: Isa, Subero.
- BARAHONA: Asmar, Cury, David, Hazoury, Hesny, Jaar, Kury, Lama, Matar, Melgen, Morales, Rick, Sabbagh, Salomón, Saud, Sarraff, Yennie, Yunes.
- AZUA: Jorge, Saha, Scheker.
- NEIBA: Ibrahim, Succart.
- SAN JUAN DE LA MAGUANA: Bacha, Bichara, Botakam, Dauhajre, Herrera, Heyaime, Isa, Mafout, Michelén, Miguel, Nassín, Nicolás.
- LAS MATAS DE FARFÁN: Arbaje, Howley.

## Dominicanos de ascendencia árabe
Entre los dominicanos de ascendencia árabe más notables a lo largo de la historia, se encuentran:
| Nombre                | Nacimiento                                              | Conocido por ser...                                                               | Imagen |
| --------------------- | ------------------------------------------------------- | --------------------------------------------------------------------------------- | ------ |
| Adib Melgen           | Neiba, provincia de Bahoruco                            | Integrante del grupo musical Conjunto Quisqueya                                   | -      |
| Amelia Vega           | Santiago de los Caballeros, provincia de Santiago       | Modelo, ganadora del concurso de belleza Miss Universo 2003                       |        |
| Amín Abel Hasbún      | Santo Domingo, Distrito Nacional                        | Dirigente político revolucionario                                                 |        |
| Anthony Ríos          | Sabana de la Mar, provincia de Hato Mayor               | Cantante, autor y compositor                                                      |        |
| Elías Wessin y Wessin | Bayaguana, provincia de Monte Plata                     | Militar y haber liderado un golpe de Estado en contra del expresidente Juan Bosch |        |
| Faride Raful          | Santo Domingo, Distrito Nacional                        | Abogada, comunicadora y política                                                  |        |
| Federico Antún Batlle | San Pedro de Macorís, provincia de San Pedro de Macorís | Político e ingeniero civil                                                        |        |
|                       |                                                         |                                                                                   |        |
|                       |                                                         |                                                                                   |        |
|                       |                                                         |                                                                                   |        |
|                       |                                                         |                                                                                   |        |
|                       |                                                         |                                                                                   |        |
|                       |                                                         |                                                                                   |        |
|                       |                                                         |                                                                                   |        |